# Uitstalkast

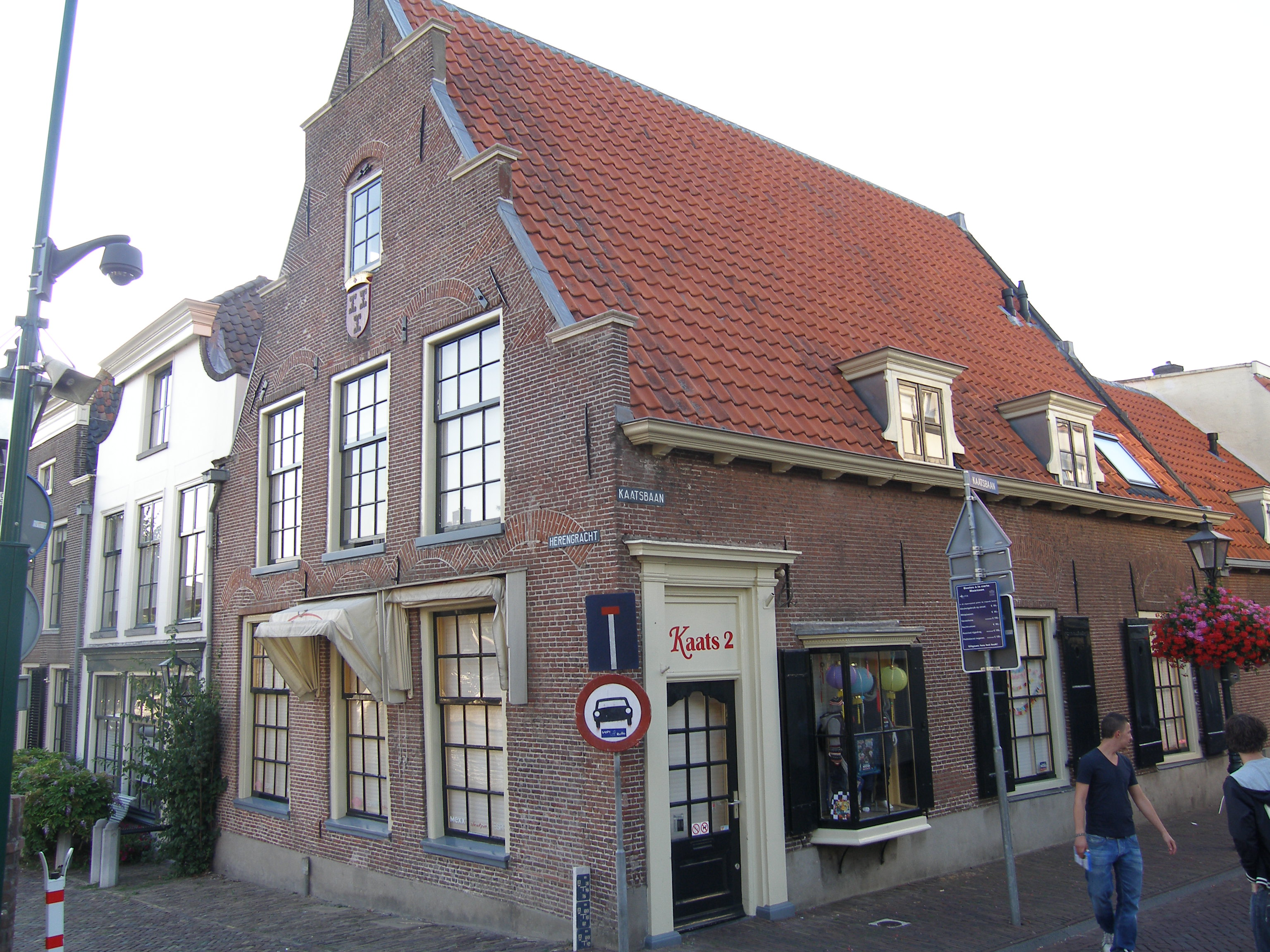
Een 19e-eeuwse uitstalkast rechts naast de voordeur van het hoekpand

Een uitstalkast is een kast of een grotere ruimte waarin waren worden tentoongesteld. Hij deed zijn intrede in het begin van de19e eeuw.

## Vorm
Er zijn twee hoofdvormen te onderscheiden: in de eerste plaats een ruimte vóór in een winkel, afgescheiden van het eigenlijke verkoopgedeelte, en waarin koopwaar een indruk geeft van wat de winkel biedt. Daarmee is de uitstalkast in wezen een ander woord voor etalage, maar met het onderscheid dat moderne etalages vaak niet meer afgescheiden zijn van het eigenlijke winkelgedeelte, maar er zonder afgrenzing in overgaan. Zulke etalages kan men nauwelijks nog uitstalkasten noemen.
Maar met een uitstalkast kan men ook werkelijk een kast bedoelen, zij het dat die geheel of gedeeltelijk van glas (perspex, andere kunststof) is gemaakt zodat de erin uitgestalde zaken kunnen worden bekeken. Meestal spreekt men dan van een vitrine.

## Doel
Een uitstalkast kan tot doel hebben de verkoop te bevorderen. Dit is van toepassing wanneer een winkelier er een deel van zijn koopwaar uitstalt, en het doel wordt zowel met etalages als met vitrines gediend. De verkoper kan zijn winkel zodanig inrichten dat beide vormen worden gebruikt.
Een uitstalkast in vitrinevorm kan ook bedoeld zijn om snuisterijen, verzamelde voorwerpen, meer in het algemeen: collecties of bezittingen, met het doel ervan te genieten, bezoekers te laten genieten of instructie en informatie te verschaffen. Dit kan in een particulier woonhuis worden gedaan, maar ook in een museum.